# سكوت نيلسن
سكوت نيلسن (بالإنجليزية: Scott Nielsen)‏ هو لاعب كرة قاعدة أمريكي، ولد في 18 ديسمبر 1958 في سولت ليك في الولايات المتحدة.

## وصلات خارجية
- سكوت نيلسن على موقعبيزبول رفرنس.كوم (الدوري الرئيسي) (الإنجليزية)